# Иван Горанов (политик)
Вижте пояснителната страница за други личности с името Иван Горанов.
Иван Богданов Горанов е български политик, министър на железниците, пощите и телеграфите през 1940 – 1942 година. Осъден на смърт и екзекутиран на 1 февруари 1945 г. от т.нар. Народен съд.

## Биография
Иван Горанов е роден на 25 април (13 април стар стил) 1891 година в София. През 1909 година завършва Първа софийска мъжка гимназия, а между 1909 и 1914 година учи право в Мюнхен и Женева и се дипломира в Берлинския университет.
Горанов участва в Първата световна война като офицер от Първи пехотен софийски полк и в боевете в Добруджа е ранен и награден с офицерски кръст за храброст и немския „Железен кръст“. От 1920 до 1942 година е адвокат в Самоков и София.
В периода 1940 – 1942 година Иван Горанов е министър на железниците, пощите и телеграфите в първото правителство на Богдан Филов, а през 1943 – 1944 година е директор на кабинета на Регентството. След Деветосептемврийския преврат през 1944 година е осъден на смърт от т.нар. Народен съд. Отделно от това е глобен с 5 милиона лева, а имуществото му е конфискувано.
Иван Горанов е разстрелян на 1 февруари 1945 година в София.